# Вудгалл (Нью-Йорк)
Вудгалл (англ. Woodhull) — місто (англ. town) в США, в окрузі Стубен штату Нью-Йорк. Населення — 1665 осіб (2020).

## Демографія
Згідно з переписом 2010 року, у місті мешкало 1719 осіб у 613 домогосподарствах у складі 448 родин. Було 797 помешкань
Расовий склад населення:
| - 98,6 % — білих - 0,3 % — чорних або афроамериканців - 0,3 % — азіатів - 0,2 % — корінних американців |

До двох чи більше рас належало 0,4 %. Частка іспаномовних становила 1,3 % від усіх жителів.
За віковим діапазоном населення розподілялося таким чином: 28,2 % — особи молодші 18 років, 58,7 % — особи у віці 18—64 років, 13,1 % — особи у віці 65 років та старші. Медіана віку мешканця становила 37,4 року. На 100 осіб жіночої статі у місті припадало 101,3 чоловіків;  на 100 жінок у віці від 18 років та старших — 104,3 чоловіків також старших 18 років.
Середній дохід на одне домашнє господарство  становив 55 283 долари США (медіана — 43 571), а середній дохід на одну сім'ю — 57 895 доларів (медіана — 46 146). Медіана доходів становила 46 287 доларів для чоловіків та 29 688 доларів для жінок. За межею бідності перебувало 26,4 % осіб, у тому числі 47,2 % дітей у віці до 18 років та 6,6 % осіб у віці 65 років та старших.
Цивільне працевлаштоване населення становило 787 осіб. Основні галузі зайнятості: освіта, охорона здоров'я та соціальна допомога — 23,1 %, виробництво — 21,5 %, будівництво — 12,3 %, роздрібна торгівля — 9,9 %.